# Museum van de Radio- en Televisie-Omroep in België
Het Museum van de Radio- en Televisie-Omroep in België (Frans: Musée de la Radiodiffusion et de la Télévision en Belgique) was een museum in Schaarbeek, België. Het museum werd gesticht in 1972 en had sinds 1979 een permanente expositieruimte. In 1996 werd het gesloten en tot 1999 werd de collectie verdeeld onder de Vlaamse en Waalse opvolger.

## Geschiedenis
Voorafgaand aan de oprichting werd afgedankt productiemateriaal in de uitverkoop gedaan aan het personeel, dat het deels na reparatie doorverkocht. In de loop van de jaren 1960 werd deze doorverkoop niet meer toegestaan en werd materiaal van de omroep opgeslagen. Deze collectie werd daarnaast aangevuld met schenkingen van luisteraars en kijkers.
Het museum werd 1972 opgericht als vzw door de BRT en RTB/RTBF. Dit gebeurde als gezamenlijk initiatief, ondanks dat beide omroepen al in 1960 waren verder gegaan als opsplitsing van de NIR-INR. In 1977 werd ook de technische dienst van beide omroepen opgesplitst.
Het museum kreeg in 1979 een permanente expositieruimte die vier jaar later werd aangevuld met een televisieluik.
Vanaf 1996 werd de boedel in tweeën verdeeld en werd aan Vlaamse kant het Omroepmuseum vzw opgericht. De opdeling duurde drie jaar en op 31 mei 1999 vond de eerste tentoonstelling plaats van dit nieuwe museum. Dit was ook de laatste tentoonstelling die het museum gaf. Delen van de Vlaamse collectie worden sindsdien nog getoond in Schaarbeek, het Radiohuis in Leuven en op de website van de vereniging.